# مانويل سواريز إي سواريز
مانويل سواريز إي سواريز (بالإسبانية: Manuel Suárez y Suárez)‏ هو شخصية أعمال إسباني، ولد في 23 مارس 1896 في نافيا في إسبانيا، وتوفي في 23 يوليو 1987 في مدينة مكسيكو في المكسيك.